# Nicola Giuseppe Ugo
Nicola Giuseppe Ugo (Agrigento, 2 gennaio 1775 – Napoli, 11 agosto 1843) è stato un arcivescovo cattolico italiano.

## Biografia
Discendente dai baroni di Delo, era membro di una famiglia patrizia di Agrigento. Fu canonico della cattedrale, e vicario generale della diocesi di Agrigento. Si occupò della gestione del seminario, in cui insegnava teologia. Il 18 febbraio 1839 fu ufficialmente nominato arcivescovo di Sorrento da Gregorio XVI, dopo la nomina formale da Ferdinando II; fu consacrato nella Basilica di Sant'Andrea della Valle il 19 maggio, dal cardinale Emmanuele De Gregorio, assistito da mons. Ferdinando Maria Pignatelli, C.R., e mons. Gabriele Ferretti, entrambi futuri cardinali.
Morì durante un viaggio a Napoli, nel monastero dei chierici regolari teatini presso la Basilica di San Paolo Maggiore l'11 agosto 1843. Fu sepolto il 13 agosto successivo, nella cattedrale di Sorrento, dopo i funerali celebrati dal canonico Simone Gargiulo.

## Genealogia episcopale
La genealogia episcopale è:
- Cardinale Scipione Rebiba
- Cardinale Giulio Antonio Santori
- Cardinale Girolamo Bernerio, O.P.
- Arcivescovo Galeazzo Sanvitale
- Cardinale Ludovico Ludovisi
- Cardinale Luigi Caetani
- Cardinale Ulderico Carpegna
- Cardinale Paluzzo Paluzzi Altieri degli Albertoni
- Papa Benedetto XIII
- Papa Benedetto XIV
- Papa Clemente XIII
- Cardinale Marcantonio Colonna
- Cardinale Giacinto Sigismondo Gerdil, B.
- Cardinale Giulio Maria della Somaglia
- Cardinale Emmanuele De Gregorio
- Arcivescovo Nicola Giuseppe Ugo